# Irene Zurrón Servera
Irene Zurrón Servera (Palma, 14 de desembre de 1990) és una escriptora catalana, resident a Sant Feliu de Llobregat, que es dedica també a la recerca en l'àmbit universitari, i dins de la literatura catalana, en ecocrítica, genealogies i en l'obra de Mercè Rodoreda. És doctora en Estudis Lingüístics, Literaris i Culturals per la Universitat de Barcelona i el 2023 va defensar la tesi "El suïcidi en la literatura. Tradició i representació en la narrativa de Mercè Rodoreda", que ha guanyat el Premi de la Fundació Mercè Rodoreda 2024 ex aequo. El 2021, publica la novel·la infantil La tribu enmig de la muntanya, guanyadora del Premi Carmesina de la Safor, i publicada per Tàndem Edicions. El 25 de novembre de 2024, va guanyar el Premi Documenta ex aequo amb el recull de contes Un gat negre al jardí (2025) i que publica L'Altra Editorial. El jurat va destacar-ne «l’estil depurat, que flueix perfectament bé, la llengua espremuda i expressiva, la voluntat de dir sense ensenyar-ho tot, i la melangia –que impregna tots els contes– d’uns personatges femenins que estan acabant la joventut i encara no han trobat el seu lloc al món, que estimen dones i també estimen homes però sempre amb una certa distància, com si es giressin cap endins».
Així mateix, ha estat docent a Secundària i a la Universitat –a la Université Lumière Lyon 2, a la Universitat de Barcelona i a la Universitat Autònoma de Barcelona. També ha treballat de tècnica a l’Associació d’Escriptors en Llengua Catalana i a la Institució Pública Antoni M. Alcover. Recentment, ha estat investigadora postdoctoral al projecte “Narratrici moderniste e genealogie italo-catalane: traduzioni, collocazioni e pregiudizi” al Centre d’Estudis Catalans de la Università per Stranieri di Siena.